# Morpho mineiro
Morpho mineiro är en fjärilsart som beskrevs av Hans Fruhstorfer 1907. Morpho mineiro ingår i släktet Morpho och familjen praktfjärilar. Inga underarter finns listade i Catalogue of Life.